# Музей паровозів біля Parque de la Fraternidad
Музей паровозів розташований трохи північніше Залізничного вокзалу, за Parque de la Fraternidad, знаходиться невеликий музей під відкритим небом, експозиція якого являє собою історію залізничного справи на Кубі. Експонати музею — це два десятки різних гужових возів, паровозів, тепловозів. Багато експонатів вже проржавленные і втратили свій початковий вигляд машини, але є і унікальні і цікаві екземпляри, як, наприклад, перший паровий екіпаж. У цьому екіпажі вистачало місця тільки для двох пасажирів.
Більшість паровозів, представлених у музеї, випущені компанією Baldwin, яка припинила своє існування в 1956 році, через нездатність перебудувати своє виробництво на випуск тепловозів. Паровози цієї марки були і в Росії: в 1895 році компанія поставила 2 примірники, а в 1945 -му вже 30 штук.